# Sleeper (musikalbum)
Sleeper är ett livealbum av Keith Jarrett och hans ”European Quartet”. Det spelades in i Tokyo 1979 men gavs ut först 2012.

## Låtlista
Alla låtarna är skrivna av Keith Jarrett.
1. Personal Mountains – 21:12
2. Innocence – 10:48
3. So Tender – 13:27
4. Oasis – 28:14
5. Chant of the Soil – 14:53
6. Prism – 11:15
7. New Dance – 7:07

## Medverkande
- Keith Jarrett – piano, slagverk
- Jan Garbarek - tenorsax, sopransax, flöjt, slagverk
- Palle Danielsson – bas
- Jon Christensen – trummor, slagverk

## Listplaceringar
| Lista (2012) | Topplacering |
| ------------ | ------------ |
| Sverige      | 48           |
| Norge        | 14           |